# Nepodsuden
Nepodsuden (Неподсуден) è un film del 1969 diretto da Vladimir Arkad'evič Krasnopol'skij e Valerij Ivanovič Uskov.